# Список терактов Палестинского исламского джихада
Хронология терактов Палестинского исламского джихада

## 1980-е
| дата           | место                     | акция | пострадавшие               | организация        |
| -------------- | ------------------------- | --- | -------------------------- | ------------------ |
| 2 августа 1986 | Сектор Газа               | Убийство командира израильской армейской полиции в секторе. | 1 убит                     | «Исламский джихад» |
| 6 октября 1987 | Сектор Газа               | Убийство офицера израильской армейской полиции. | 1 убит                     | «Исламский джихад» |
| 1987           | Сектор Газа               | Обстрел из засады. | 2 убиты                    | «Исламский джихад» |
| 1988           | заповедник Кармель        | Поджог лесов. |                            | «Исламский джихад» |
| 6 июля 1989    | шоссе Тель-Авив—Иерусалим | Террорист захватил руль автобуса № 405, следовавшего по маршруту Тель-Авив—Иерусалим, и несмотря на попытки водителя автобуса стабилизировать автобус, он скатился с шоссе в пропасть и загорелся, в результате чего пассажиры, не смогшие выбраться из автобуса, сгорели заживо. (см. Теракт в автобусе № 405) | 16 погибших, до 27 раненых | «Исламский джихад» |

## 1990-е
| дата             | место                                    | акция                                                                                            | пострадавшие                                               | организация                                                                                      |
| ---------------- | ---------------------------------------- | ------------------------------------------------------------------------------------------------ | ---------------------------------------------------------- | ------------------------------------------------------------------------------------------------ |
| 4 февраля 1990   | Египет                                   | Нападение на автобус с израильскими туристами в Каире.                                           | 9 израильских граждан убиты                                | «Исламский джихад»                                                                               |
| 26 сентября 1991 | поселение Кдима                          | Ударом ножа убит 70-летний Шлема Яхи.                                                            | 1 убит                                                     | «Исламский джихад»                                                                               |
| 24 мая 1992      | Бат-Ям                                   | Убийство Елены Рап                                                                               | 1 убита                                                    | «Исламский джихад»                                                                               |
| 17 октября 1992  |                                          | Взрыв машины, начиненной взрывчаткой.                                                            | 1 женщина убита, 7 ранены.                                 | «Исламский джихад»                                                                               |
| 5 декабря 1993   | перекрёсток Холон                        | Террорист вошел в переполненный автобус и открыл беспорядочную стрельбу.                         | 1 пассажир убит                                            | «Исламский джихад»                                                                               |
| 20 мая 1994      | КПП «Эрез»                               | Нападение на КПП.                                                                                | 2 резервиста, Эрез Бен Барух и Моше Букра погибли          | «Исламский джихад»                                                                               |
| октябрь 1994     | Иерусалим                                | Взрыв террориста-смертника                                                                       | 23 убиты                                                   | «Исламский джихад»                                                                               |
| 11 ноября 1994   | КПП Нецарим (сектор Газа)                | Взрыв террориста-смертника, подъехавшего к блок-посту на мотоцикле.                              | 3 погибли, 7 ранены (военнослужащие)                       | «Исламский джихад»                                                                               |
| январь 1995      | Нетания                                  | Взрыв террориста-смертника на Центральной автобусной станции                                     | 19 убиты, 65 ранены                                        | «Исламский джихад»                                                                               |
| 8 апреля 1995    | Кфар Даром                               | Машина, начинённая взрывчаткой, врезалась в автобус кооператива «Эгед»                           | 8 убиты, 35 ранены                                         | «Исламский джихад»                                                                               |
| 22 января 1995   | перекрёсток Бейт-Лид недалеко от Нетании | Теракт на перекрёстке Бейт-Лид: взрывы один за другим двух террористов-смертников                | 21 погибший (большинство солдаты), 69 ранено (15 — тяжело) | «Исламский джихад» и Хамас                                                                       |
| 9 апреля 1995    | недалеко от Кфар-Даром, сектор Газа      | Взрыв мины под автобусом маршрута № 36.                                                          | 8 погибших (в том числе один гражданин США)                | «Исламский джихад» или Хамас                                                                     |
| 24 июля 1995     | Рамат-Ган                                | Взрыв террориста-смертника в автобусе.                                                           | 6 погибших                                                 | «Исламский джихад»                                                                               |
| 21 августа 1995  | Иерусалим                                | Взрыв террориста-смертника в автобусе маршрута № 26.                                             | 4 погибших (в том числе один гражданин США)                | Все палестинские исламские террористические организации взяли на себя ответственность за теракт. |
| 4 марта 1996     | Тель-Авив                                | Взрыв террориста-смертника в торговом центре им. Дизенгофа во время праздника Пурим              | 13 погибших, более 125 ранено                              | «Исламский джихад» или Хамас                                                                     |
| 29 октября 1998  | недалеко от Кфар Даром, сектор Газа      | Армейский джип, сопровождавший автобус с 40 студентами, был атакован заминированным автомобилем. | 1 погибший                                                 | «Исламский джихад»                                                                               |

## 2000-е

### 2000—2001 гг.
| дата            | место                                    | акция | пострадавшие | организация                                                                                             |
| --------------- | ---------------------------------------- | --- | --- | --- |
| 2 ноября 2000   | Иерусалим                                | Взрыв террористом-смертником заминированного автомобиля около рынка «Махане Иегуда». | 2 погибших, 10 ранено | «Исламский джихад»                                                                                      |
| 30 января 2001  | на мосту возле Тайбе                     | Взрыв террориста-смертника | 2 человека ранено | «Исламский джихад»                                                                                      |
| 27 марта 2001   | Иерусалим                                | Взрыв заминированного автомобиля в промышленной зоне Тальпиот. | 1 погибший, 6 ранено | «Исламский джихад»                                                                                      |
| 21 апреля 2001  | Кфар-Саба                                | Взрыв террориста-смертника на автобусной остановке. | 1 погибший, 60 ранено | «Исламский джихад» и Хамас                                                                              |
| 27 мая 2001     | Иерусалим                                | Взрыв на перекрёстке улиц Хешин и Яффо. | 30 человек ранено | «Исламский джихад»                                                                                      |
| 30 мая 2001     | Нетания                                  | Взрыв заминированного автомобиля возле школы. | 8 человек ранено | «Исламский джихад»                                                                                      |
| 25 мая 2001     | Хадера                                   | Взрыв террористами-смертниками заминированного автомобиля около Центральной автобусной станции. | 65 человек ранено | «Исламский джихад» и Хамас                                                                              |
| 1 июня 2001     | Тель-Авив                                | Взрыв террориста-смертника в толпе подростков в дискотеке «Дольфи» | 21 погибший, 120 ранено; большая часть — дети в возрасте от 14 до 17 лет, в основном выходцы из бывшего Советского Союза. | «Исламский джихад» в числе прочих организаций, взял на себя ответственность                             |
| 20 июня 2001    | Хадера                                   | Взрыв взрывного устройства в мусорном ящике в центре города | нет погибших | «Исламский джихад»                                                                                      |
| 16 июля 2001    | Биньямина                                | Взрыв террориста-смертника на автобусной остановке возле вокзала. | 2 погибших, 11 ранено (3 тяжело)                                                                                          | «Исламский джихад» и Хамас                                                                              |
| 9 августа 2001  | Иерусалим                                | Взрыв террориста-смертника в пиццерии «Сбарро» на улице Кинг Джордж. | 15 погибших (в том числе 7 детей)                                                                                         | «Исламский джихад» и Хамас                                                                              |
| 12 августа 2001 | Кирьят Моцкин                            | Взрыв террориста-смертника в ресторане «Wall-Street». | 21 человек ранен | «Исламский джихад»                                                                                      |
| 21 августа 2001 | Иерусалим                                | Взрыв бомбы на Русском Подворье в центре Иерусалима. Вторую бомбу в заминированном автомобиле удалось обезвредить. | ранена женщина | «Исламский джихад»                                                                                      |
| 9 сентября 2001 | перекрёсток Бейт-Лид недалеко от Нетании | Взрыв заминированного автомобиля на автобусной остановке. | 17 человек ранено | Хамас или «Исламский джихад»                                                                            |
| 1 октября 2001  | Иерусалим                                | Взрыв заминированного автомобиля в промышленной зоне Тальпиот. | 1 человек ранен | «Исламский джихад»                                                                                      |
| 7 октября 2001  | киббуц Шлухот                            | Взрыв террориста-смертника на въезде в киббуц неподалёку от города Бейт-Шеан. | 1 погибший | «Исламский джихад»                                                                                      |
| 28 октября 2001 | Хадера                                   | Террорист открыл огонь на городском рынке | 4 погибших (женщины), 2 ранено                                                                                            | «Исламский джихад»                                                                                      |
| 27 ноября 2001  | Афула                                    | Двое террористов открыли огонь, передвигаясь от Центральной автобусной станции в направлении рынка. В результате ответного огня бойцов спецподразделения израильской полиции двое стрелявших были убиты. | 2 погибших, 48 ранено | «Бригады Аль-Кудса» («Исламский джихад»)                                                                |
| 29 ноября 2001  | перекрёсток Вади Ара                     | Взрыв террориста-смертника в автобусе маршрута № 823 неподалёку от города Хадера. | 3 погибших, 9 ранено | «Исламский джихад», Бригады мучеников Аль-Аксы (ФАТХ) и Хамас заявили, что террорист является их членом |
| 1 декабря 2001  | Иерусалим                                | Взрывы двух террористов-смертников на исходе субботы в 23:30 на пешеходной улице Бен-Иехуда и через 20 минут взрыв заминированного автомобиля на улице Рав Кук. Автомобиль взорвался, когда работники специальной службы намеревались отбуксировать его на стоянку, поскольку он был припаркован в неположенном месте. | 12 погибших, более 180 ранено (17 в критическом состоянии)                                                                | Хамас или «Исламский джихад»                                                                            |
| 2 декабря 2001  | Хайфа                                    | Взрыв террориста-смертника в автобусе маршрута № 16, ещё один автобус получил повреждения от взрывной волны. | 15 погибших, более 60 ранено (состояние 15 из них критическое)                                                            | Хамас и «Исламский джихад»                                                                              |
| 5 декабря 2001  | Иерусалим                                | Взрыв террориста-смертника неподалёку от гостиницы «Hilton» (район Мамилла), расположенной рядом со стенами Старого города на границе между Западным и Восточным Иерусалимом. Отсутствие жертв связано с тем, что террорист взорвал себя, не дойдя до гостиницы, на уличном переходе.                                  | 11 человек ранено | «Исламский джихад»                                                                                      |
| 9 декабря 2001  | перекрёсток Чек Пост, Хайфа              | Взрыв террориста-смертника на автобусной остановке. | 30 человек ранено | «Исламский джихад»                                                                                      |

### 2002 год
| дата             | место                             | акция | пострадавшие                                                                            | организация                                                     |
| ---------------- | --------------------------------- | --- | --------------------------------------------------------------------------------------- | --------------------------------------------------------------- |
| 25 января 2002   | Тель-Авив                         | Взрывы двух террористов-смертников на бульваре неподалёку от старой Центральной автобусной станции                                                            | 25 человек ранено                                                                       | «Исламский джихад» и Бригады мучеников Аль-Аксы (ФАТХ)          |
| 5 марта 2002     | Афула                             | Взрыв террориста-смертника в автобусе маршрута № 823 на Центральной автобусной станции.                                                                       | 1 погибший, 19 ранено                                                                   | «Исламский джихад»                                              |
| 20 марта 2002    | перекрёсток Мусмус, Вади Ара      | Взрыв террориста-смертника в автобусе маршрута № 823. | 7 погибших, 30 ранено                                                                   | «Исламский джихад»                                              |
| 27 марта 2002    | Нетания                           | Взрыв террориста-смертника в отеле «Парк» во время пасхального седера.                                                                                        | 30 погибших, 140 раненых                                                                | Хамас, «Исламский джихад» и «Бригады мучеников Аль-Аксы» (ФАТХ) |
| 10 апреля 2002   | перекрёсток Ягур                  | Взрыв террориста-смертника в автобусе маршрута № 960. | 8 погибших, 15 ранено                                                                   | «Исламский джихад» или Хамас                                    |
| 7 мая 2002       | Ришон ле-Цион                     | Взрыв террориста-смертника в бильярдном клубе. | 16 погибших, более 60 ранено (20 — в критическом состоянии)                             | Хамас и «Исламский джихад»                                      |
| 5 июня 2002      | перекрёсток Мегиддо               | Теракт на перекрёстке Мегиддо: Взрыв террористом-смертником машины, начинённой большим количеством взрывчатки, рядом с автобусом маршрута № 830.              | 17 погибших, 38 ранено                                                                  | «Исламский джихад»                                              |
| 17 июля 2002     | Тель-Авив                         | Теракт на улице Неве Шаанан: Взрывы двух террористов-смертников на улице Неве Шаанан (Тель-Авив).                                                             | 5 погибших, более 40 ранено                                                             | Хамас или «Исламский джихад»                                    |
| 18 сентября 2002 | перекрёсток Ум Эль-Фахм, Вади Ара | Взрыв террориста-смертника | 1 погибший (полицейский), 2 ранено                                                      | «Исламский джихад»                                              |
| 21 октября 2002  | перекрёсток Каркур, Вади Ара      | Теракт на перекрёстке Каркур: Взрыв террористами-смертниками машины, начинённой большим количеством взрывчатки (около 100 кг), около автобуса маршрута № 841. | 14 погибших, около 60 ранено                                                            | «Исламский джихад»                                              |
| 4 ноября 2002    | Кфар-Саба                         | Взрыв террориста-смертника у входа в торговый центр, при попытке проникнуть внутрь.                                                                           | 2 погибших (охранник и подросток), около 70 ранено                                      | «Исламский джихад»                                              |
| 15 ноября 2002   | Хеврон, Иудея                     | Трое террористов устроили засаду на пути в Пещеру Патриархов                                                                                                  | 12 погибших (среди них командующий бригады «Иегуда» полковник Дрор Вайнберг), 16 ранено | «Исламский джихад»                                              |

### 2003 год
| дата            | место            | акция | пострадавшие                                                             | организация                                                      |
| --------------- | ---------------- | --- | ------------------------------------------------------------------------ | ---------------------------------------------------------------- |
| 5 января 2003   | Тель-Авив        | Теракт на старой центральной автобусной станции Тель-Авива, осуществлённый двумя террористами-смертниками. | 23 погибших, более 120 ранено                                            | «Исламский джихад» и Бригады мучеников Аль-Аксы (ФАТХ)           |
| 30 марта 2003   | Нетания          | Взрыв террориста-смертника на входе в кафе «Лондон».                                                       | 54 человека ранено                                                       | «Исламский джихад»                                               |
| 19 мая 2003     | Афула            | Взрыв террориста-смертника на входе в торговый центр «Амаким».                                             | 3 погибших, около 70 ранено                                              | Хамас или «Исламский джихад» и Бригады мучеников Аль-Аксы (ФАТХ) |
| 19 июня 2003    | мошав Сде-Трумот | Взрыв террориста-смертника.                                                                                | 1 погибший                                                               | «Исламский джихад»                                               |
| 7 июля 2003     | мошав Кфар-Яавец | Взрыв террориста-смертника в частном доме (по ошибке тот принял его за синагогу).                          | 1 погибшая, 6 ранено                                                     | «Исламский джихад»                                               |
| 19 августа 2003 | Иерусалим        | Взрыв террориста-смертника в автобусе маршрута № 2, улица Шмуэль ха-Нави.                                  | 23 погибших, более 130 ранено                                            | «Исламский джихад»                                               |
| 4 октября 2003  | Хайфа            | Теракт в ресторане «Максим»: Взрыв террористки-смертницы Ханади Джарадат в ресторане «Максим».             | 21 погибших (2 полных семьи — родители вместе с детьми), около 60 ранено | «Исламский джихад»                                               |

### после 2004 года
| дата            | место                             | акция | пострадавшие                                           | организация                                                                 |
| --------------- | --------------------------------- | --- | ------------------------------------------------------ | --------------------------------------------------------------------------- |
| 2 мая 2004      | перекрёсток Кисуфим (сектор Газа) | Боевики из автоматов расстреляли автомобиль с Тали Хатуэль и её детьми.                                      | 5 погибших (Тали Хатуэль и её 4 дочери от 2 до 11 лет) | «Исламский джихад» и «Комитеты народного сопротивления»                     |
| 25 февраля 2005 | Тель-Авив                         | Теракт в клубе «Stage»: Взрыв террориста-смертника в клубе «Stage» на набережной                             | 5 погибших                                             | «Исламский джихад» и Бригады мучеников Аль-Аксы (ФАТХ), при помощи Хизболлы |
| 12 июля 2005    | Нетания                           | Взрыв террориста-смертника в торговом центре Ха-Шарон                                                        | 5 погибших                                             | «Исламский джихад»                                                          |
| 28 августа 2005 | Беер-Шева                         | Взрыв террориста-смертника на Центральной автобусной станции                                                 | 50 человек ранено (2 — критически)                     | «Исламский джихад» и Бригады мучеников Аль-Аксы (ФАТХ)                      |
| 26 октября 2005 | Хадера                            | Взрыв террориста-смертника на рынке Хадера                                                                   | 6 погибших                                             | «Исламский джихад»                                                          |
| 5 декабря 2005  | Нетания                           | Взрыв террориста-смертника в торговом центре Ха-Шарон                                                        | 5 погибших                                             | «Исламский джихад»                                                          |
| 19 января 2006  | Тель-Авив                         | Взрыв террориста-смертника на старой Центральной автобусной станции                                          | 15 человек ранено                                      | «Исламский джихад»                                                          |
| 17 апреля 2006  | Тель-Авив                         | Взрыв террориста-смертника на старой Центральной автобусной станции                                          | 11 погибших                                            | «Исламский джихад» и Бригады мучеников Аль-Аксы (ФАТХ)                      |
| 29 января 2007  | Эйлат                             | Взрыв террориста-смертника в кондитерской                                                                    | 3 погибших                                             | «Исламский джихад» и Бригады мучеников Аль-Аксы (ФАТХ)                      |
| 2 апреля 2009   | Бат-Аин                           | Теракт в поселении Бат-Аин: нападение с ножом и топором на детей, игравших возле местного культурного центра | 1 ранен, 1 убит                                        | «Исламский джихад» и другие палестинские террористические группировки       |

## Убитые в результате терактов по годам
| Год   | Погибших |
| ----- | -------- |
| 1994  | 26       |
| 1995  | 40       |
| 1996  | 13       |
| 2000  | 2        |
| 2001  | 28       |
| 2002  | 87       |
| 2003  | 26       |
| 2004  | 5        |
| 2005  | 21       |
| 2006  | 11       |
| 2007  | 3        |
| Всего | 262      |